# Ponte delle corde
Il ponte delle corde (in ebraico גשר המיתרים, Gesher HaMeitarim) è un ponte strallato che si trova a Gerusalemme in Israele, progettato da Santiago Calatrava e inaugurato il 25 giugno 2008.
Il ponte è costituito prevalentemente da acciaio ed è lungo circa 360 m, mentre nel punto più alto ne misura 118.